# Птичий остров (Словакия)

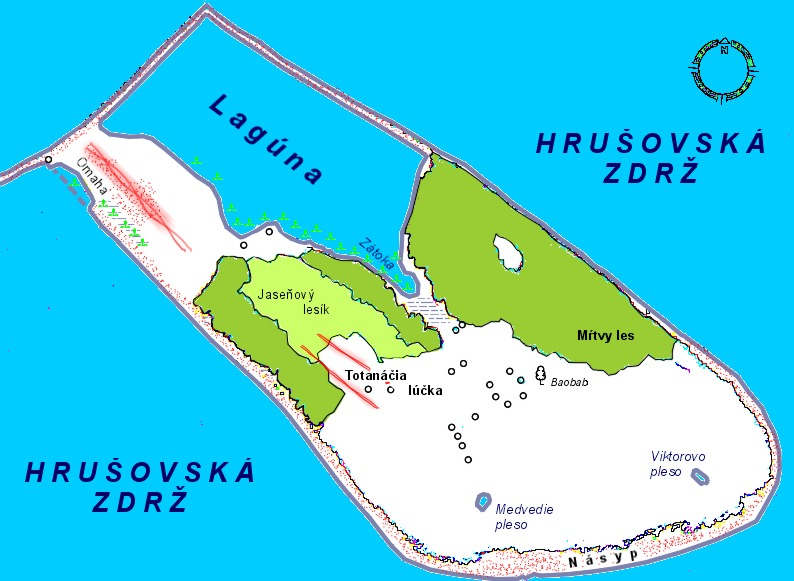
Карта Птичьего острова

Птичий остров (словац. Vtáčí ostrov) — остров площадью 6,86 га в Грушовском водохранилище (площадь 2518 га), которое входит в Габчиково водохранилище, находящийся на юго-западе от города Шаморин (Словакия). Создан искусственным образом в ходе строительства дамб Габчиково—Надьмарош на Дунае с целью предотвращения затопления определённых районов. Входит в часть природоохранной зоны «Дунайские луга» для водоплавающих птиц: здесь обитают черноголовые чайки и травники, для которых это единственная в Словакии зона, пригодная для размножения. В ходе сезонов размножения и зимовки доступ на остров закрыт.

## География
Площадь острова — 6,86 га. Большая часть острова покрыта травой, без сплошного леса. Побережье скалистое, труднодоступное для высадки. Ближайший берег Дуная находится в 700 м от острова. Остров является крупнейшей зоной размножения для чаек Словакии и одним из немногих мест, где водоплавающие птицы могут размножаться (в связи с созданием Габчикова водохранилища с последующим уничтожением лесов и затоплением берегов Дуная). Условия обитания птиц, однако, зависят от лиц, ответственных за управление островом.

## Птицы
Размножающиеся
- Черноголовая чайка
- Озёрная чайка
- Речная крачка

Зимующие
- Хохлатая чернеть
- Красноголовый нырок
- Белолобый гусь